# Puya floccosa
Puya floccosa är en gräsväxtart som först beskrevs av Jean Jules Linden, och fick sitt nu gällande namn av Charles Jacques Édouard Morren och Carl Christian Mez. Puya floccosa ingår i släktet Puya och familjen Bromeliaceae. Inga underarter finns listade i Catalogue of Life.